# Jimpul
Das Jimpul, auch parang jimpul oder mandau pasir genannt, ist ein Schwert aus Kalimantan in Indonesien.

## Beschreibung
Das Jimpul hat eine gebogene, einschneidige Klinge. Die Schneide befindet sich auf der konvexen Seite der Klinge. Die Klinge wird vom Heft zum Ort breiter. Sie kann mit einem oder drei Hohlschliffen versehen sein, die kurz unterhalb des Klingenrückens verlaufen. Der Ort kann gerade abgeschnitten oder abgerundet sein. Der Klingenrücken ist immer kürzer als die Schneide.
Das Heft hat kein Parier und besteht aus Holz oder Horn. Das Heft ist mit Lederriemen umwickelt und im Knaufbereich nasenförmig, überhängend ausgeschnitzt. Das Heft kann mit geschnitzten Verzierungen und mit Haarbüscheln ausgestattet sein.
Die Scheiden bestehen aus Holz, sind zweiteilig, breit und mit Rattanschnüren zur Befestigung umwickelt. Die Scheiden sind gebogen, oft ebenfalls mit geschnitzten Verzierungen bedeckt und im Scheidenmundbereich mit einer schmalen, über die übrige Scheide herausstehenden Verlängerung versehen. Sie sind genauso gearbeitet wie die Scheiden und die Hefte des Mandau.
Der Jimpul ist nach den Vorbildern des parang ilang und dem langgai tinggang gefertigt. Verbreitet ist es in Kalimantan unter den Völkern der Iban und Kenyah.